# Euplexia pericalles
Euplexia pericalles là một loài bướm đêm trong họ Noctuidae.